# Svenska mästerskapen i dressyr 1993
Svenska mästerskapen i dressyr 1993 avgjordes i Strömsholm. Tävlingen var den 43:e upplagan av Svenska mästerskapen i dressyr.

## Resultat
| Placering | Ryttare            | Häst              |
| --------- | ------------------ | ----------------- |
| 1         | Tinne Vilhelmsson  | Procordia Caprice |
| 2         | Annette Solmell    | Strauss 689       |
| 3         | Ulla Håkansson     | Flyinge Tolstoy   |
| 4         | Annica Westerberg  | Taktik            |
| 5         | Liane Wachtmeister | Show Gun          |
| 6         | Ann Behrenfors     | Leroy             |